# Васильевский сельсовет (Ишимбайский район)
Васильевский сельсовет — упразднённое муниципальное образование в Ишимбайском районе Башкортостана. В соответствии с «Законом о границах, статусе и административных центрах муниципальных образований в Республике Башкортостан» имел статус сельского поселения. Объединён с сельским поселением Петровский сельсовет.
Административный центр — село Васильевка. В состав сельсовета также входили деревни Алмалы, Гумерово.
Упразднён 18 ноября 2008 года в соответствии с Законом РБ «Об изменениях в административно-территориальном устройстве Республики Башкортостан в связи с объединением отдельных сельсоветов и передачей населенных пунктов», и сельское поселение было включено в Петровский сельсовет:
«25) по Ишимбайскому району:

<…>

б) объединить Петровский и Васильевский сельсоветы с сохранением наименования „Петровский“ с административным центром в селе Петровское.

Включить село Васильевка, деревни Алмалы, Гумерово Васильевского сельсовета в состав Петровского сельсовета.

Утвердить границы Петровского сельсовета согласно представленной схематической карте.

Исключить из учётных данных Васильевский сельсовет».